# Kistaouri
Kistaouri (en géorgien : ქისტაური) est un village de Géorgie situé dans le district d'Akhmeta et la région de Kakhétie, à l'est du pays. En 2014, il comptait 1 729 habitants.

## Géographie
Le village de Kistaouri se trouve à 7 km à l'est d'Akhmeta et à 27 km à l'ouest de Telavi, sur la rive droite du fleuve Alazani.

## Personnalités liées à la commune
Le poète et dramaturge Raphael Eristavi (en), né à Kistauri le 21 avril 1824 et mort à Telavi le 4 mars 1901, a habité dans la commune.

## Galerie de photographie

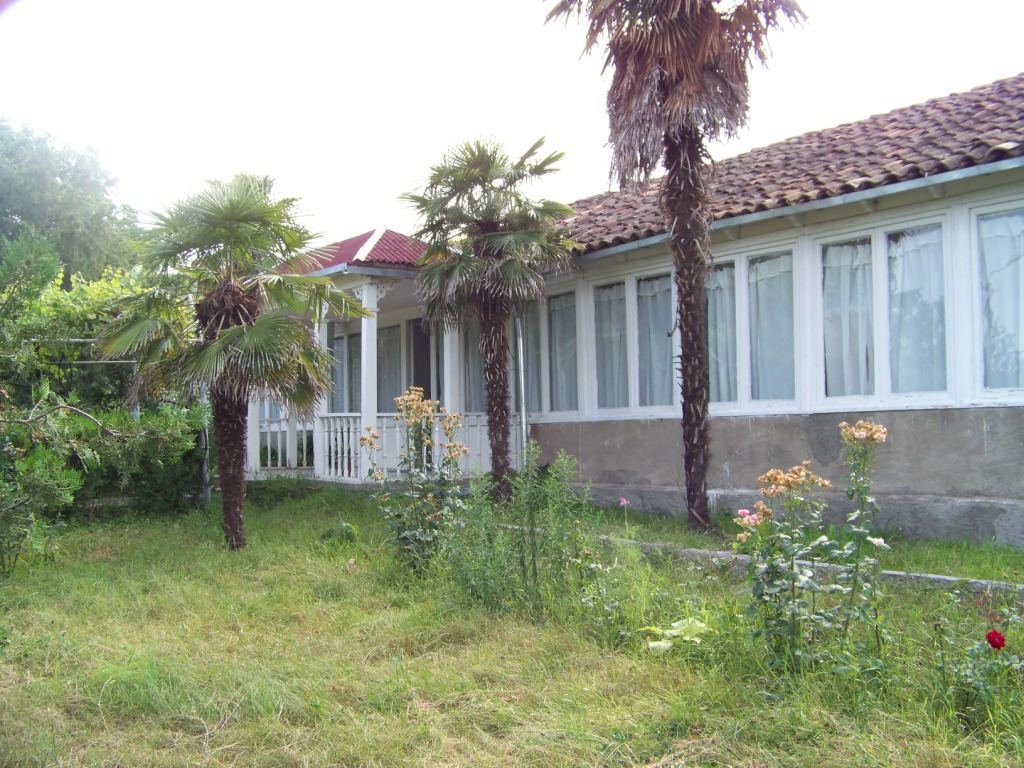
Maison-musée de Raphaël Eristavi.
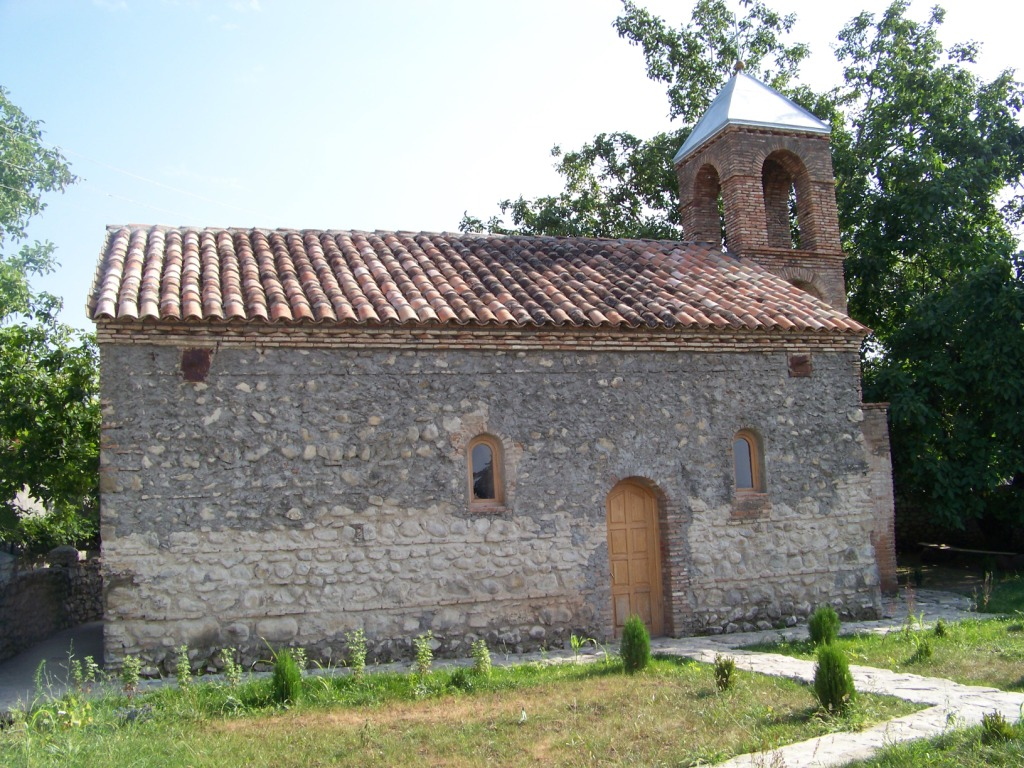
L'église dédiée à sainte Nino de Géorgie.
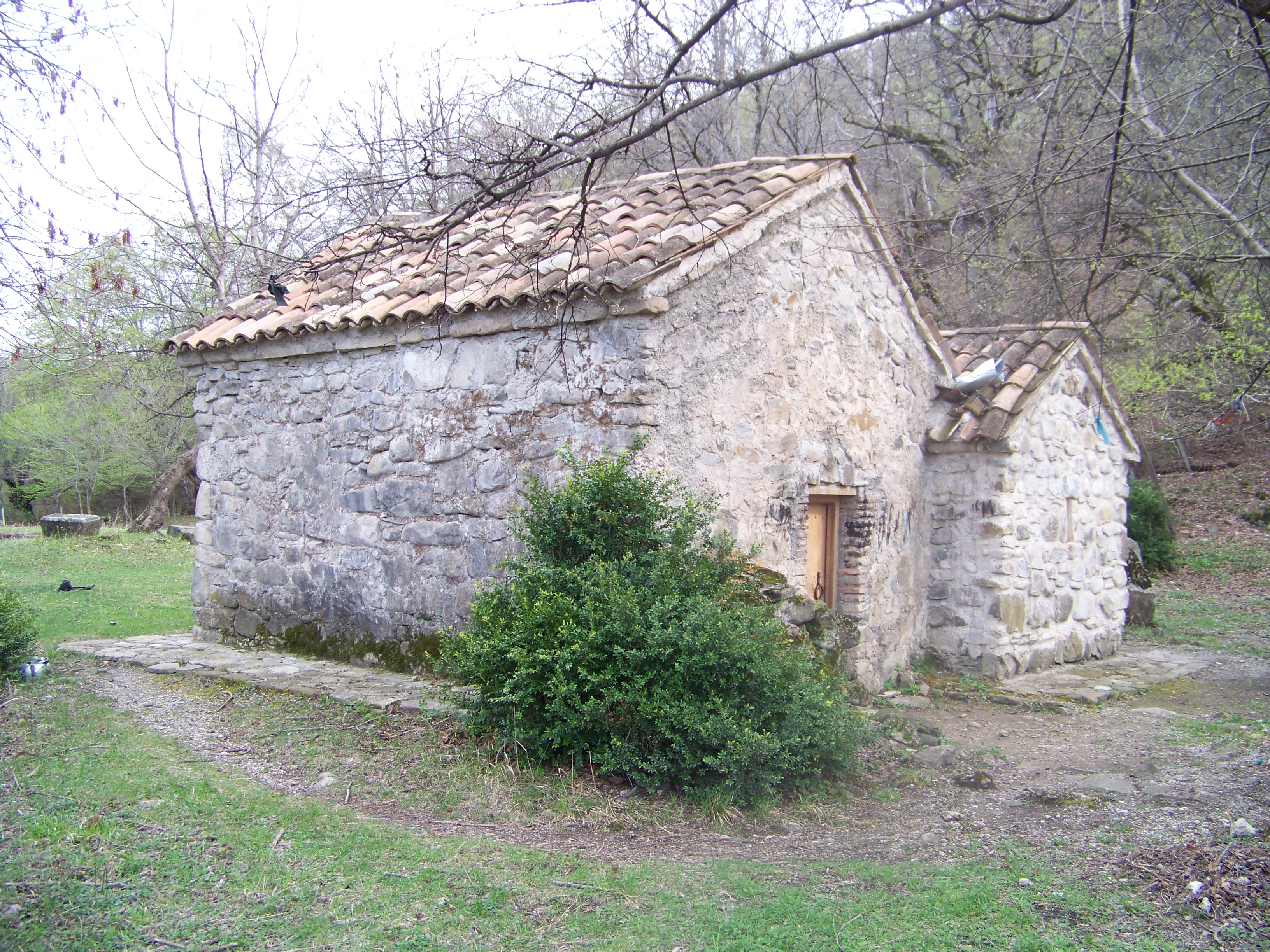
L'église de Kvelatsminda, proche de Kistauri.